# Poison (album)
Pour les articles homonymes, voir Poison (homonymie).
Albums de Swizz Beatz
One Man Band Man
(2007)
Singles
1. Pistol on My Side (P.O.M.S.)
Sortie : 14 septembre 2018
2. 25 Soldiers
Sortie : 3 octobre 2018

Poison est le second album studio du rappeur-producteur américain Swizz Beatz, sorti en 2018.

## Historique
Swizz Beatz credite J. Cole comme producteur exécutif de l'album car ce dernier l'a beaucoup conseillé sur le choix des titres et sur la sortie de l'album,. Swizz Beatz aurait enregistré près de 70 morceaux pour n'en retenir finalement que 10 pour l'album. Il déclare que certains titres écartés sont des tubes radio potentiels. Parmi ces chansons non retenues, il y a une collaboration avec Kanye West et Bono, une autre avec Bruno Mars ainsi qu'un titre réunissant Jay Z, Nas, DMX et Jadakiss, déjà présenté en radio lors d'une battle avec Just Blaze en 2017,. Swizz Beatz explique que ce dernier titre sortira « quand le timing sera le bon ».
L'artwork de l'album, intitulé End of Empire, est créé par l'artiste Cleon Peterson
En plus de Swizz Beatz, la production est assurée par AraabMuzik (en), MusicMan Ty et Avery Chambliss.

## Singles
Le premier single, Pistol on My Side (P.O.M.S.), est une collaboration avec Lil Wayne sur laquelle Alicia Keys joue également du piano. Ce premier extrait sort le 14 septembre 2018.
En octobre 2018, 25 Soldiers sort également en single.

## Liste des titres
| No  | Titre                                                                       | Durée |
| --- | --------------------------------------------------------------------------- | ----- |
| 1.  | Poison Intro (featuring Áine Zion)                                          | 1:43  |
| 2.  | Pistol on My Side (P.O.M.S.) (featuring Lil Wayne)                          | 2:35  |
| 3.  | Come Again (featuring Giggs)                                                | 2:59  |
| 4.  | Something Dirty/Pic Got Us (featuring Kendrick Lamar, Jadakiss & Styles P.) | 2:46  |
| 5.  | Preach (featuring Jim Jones)                                                | 2:18  |
| 6.  | Echo (featuring Nas)                                                        | 5:05  |
| 7.  | Cold Blooded (featuring Pusha T)                                            | 3:47  |
| 8.  | 25 Soldiers (featuring Young Thug)                                          | 4:47  |
| 9.  | Stunt (featuring 2 Chainz)                                                  | 2:59  |
| 10. | SwizzMontana (featuring French Montana)                                     | 3:58  |

Note
- Alicia Keys joue du piano sur le titre Pistol On My Side (P.O.M.S.)[11]